# Монтьель, Хосе
Хосе́ Арну́льфо Монтье́ль Ну́ньес (исп. José Arnulfo Montiel Núñez; 19 марта 1988 года, Асунсьон) — парагвайский футболист, выступающий на поле в качестве полузащитника. С 2005 по 2008 годы призывался в сборную Парагвая.

## Биография

### Клубная карьера
Монтьель начинал заниматься футболом в своём родном городе Асунсьоне. В начале 2000-х годов скауты клуба «Олимпия» заметили его и пригласили в команду. В 2004 году футболисту был предложен профессиональный контракт. Вскоре парагваец дебютировал в чемпионате страны, на тот момент ему было 16 лет. В сезоне 2005 полузащитник провёл 23 мачта и забил 2 гола.
В июле 2006 года Монтьель подписал контракт с итальянским клубом «Удинезе». 10 сентября он дебютировал в Серии А, выйдя на замену в матче с «Мессиной». Однако молодой игрок не сумел закрепиться в составе команды: до конца сезона 2006/07 он ещё 6 раз выходил на поле в качестве замены и только однажды появлялся в основе. В итоге в июле 2007 года Хосе покинул «Удинезе» и перешёл в другой клуб из Серии А — «Реджину». Первый официальный матч в новом клубе парагвайский полузащитник сыграл 26 сентября против «Ювентуса», когда его клуб был разгромлен со счётом 0:4. В декабре состоялся дебют игрока в Кубке Италии: Монтьель попал в стартовый состав на матч с «Интернационале», отыграл все 90 минут, но не сумел помочь «Реджине» уйти от поражения 1:4. До окончания сезона он поучаствовал в нескольких матчах чемпионата, выходя на замену во втором тайме.
В сезоне 2008/09 Хосе Монтьель был арендован румынским клубом «Политехника» из города Яссы. 23 августа 2008 года он дебютировал в чемпионате Румынии в игре с «Фарулом». А 18 октября Монтьель забил свой первый гол со времени переезда в Европу, тем самым, он помог добиться ничейного результата 1:1 во встрече с «Брашовом». К концу сезона в активе парагвайца оказалось 18 матчей и 2 гола в Лиге 1, что отчасти помогло «Политехнике» избежать вылета в Лигу 2.
После возвращения в «Реджину» Монтьель отправился в аренду в аргентинский клуб «Тигре». Вернувшись обратно в зимнее трансферное окно, он выступил в трёх матчах Серии В, куда «Реджина» опустилась во время пребывания игрока в аренде. В следующем сезоне (2010/11) Хосе также редко появлялся в составе команды: 8 матчей в Серии В и 1 гол в игре с «Сассуоло».
В октябре 2011 года появилась информация, что парагвайским футболистом интересуется казахстанский клуб «Астана». После просмотра контракт с игроком подписан не был. А 3 января 2012 года Монтьель подписал с «Реджиной» новый контракт до 2013 года.
В 2014 году вернулся в родную «Олимпию», в 2015 году — игрок асунсьонского «Насьоналя».

### Карьера в сборной
В 2004 году в составе сборной Парагвая для игроков до 15 лет Хосе Монтьель сыграл важную роль в победе команды на чемпионате Южной Америки для футболистов этого возраста. В 2005 году он принял участие в чемпионате Южной Америкисреди молодёжных команд, на котором Парагвай не смог выйти из группы В. В возрасте 17 лет игрок получил вызов в главную сборную страны, дебютировал в сборной в 2005 году. Был включён в заявку национальной команды на чемпионат мира 2006 года, однако на турнире не провёл ни одного матча. В последний раз играл за Парагвай 25 марта 2007 года в товарищеской встрече с Мексикой, после чего в сборную не вызывался.